# Michael Bichard
 (septembre 2020).
Pour les articles homonymes, voir Bichard.
Michael George Bichard (né le 31 janvier 1947) est un ancien fonctionnaire au Royaume-Uni, d'abord au niveau local, puis comme fonctionnaire au gouvernement central. Il est directeur de l'Institute for Government, l'un de ses premiers fellows et est président du Design Council. Il est créé pair à vie crossbench le 24 mars 2010. Il est conseiller auprès de The Key Support Services Limited, qui fournit un soutien en leadership et en gestion aux chefs d'établissement et aux gouverneurs. Il est président du Social Care Institute for Excellence (SCIE) en 2013. 

## Carrière
Bichard est directeur général du conseil Borough londonien de Brent entre 1980 et 1986, puis du conseil du comté de Gloucestershire entre 1986 et 1990. 
En 1990, il est nommé directeur général du Département du Travail et des Retraites . 
En 1995, il est nommé secrétaire permanent du département de l'emploi. Lorsqu'il fusionne avec le ministère de l'Éducation (DfE) pour former le ministère de l'Éducation et de l'Emploi (DfEE), il devient secrétaire permanent du département combiné, sous Gillian Shephard, puis, après 1997, David Blunkett. Il devient extrêmement proche de Blunkett, même à un moment donné, intervenant personnellement - selon la presse nationale - pour s'assurer que les détails d'une liaison de Blunkett avec sa secrétaire particulière ne soient pas rendus publics . Pendant son mandat de secrétaire permanent, il introduit plusieurs réformes de modernisation du Département, notamment en mettant à jour son utilisation des technologies de l'information et des nouveaux médias. Il supervise certains changements importants dans le paysage de la politique de l'éducation, comme l'introduction du Conseil d' apprentissage et de compétences pour financer la formation continue et l'apprentissage. 
En mai 2001, il prend sa retraite de la fonction publique, lorsque le DfEE et le Département de la sécurité sociale sont scindés entre le Département de l’éducation et des compétences et le Département du travail et des pensions. 
Il est président du Social Care Institute for Excellence (SCIE) en 2013. 

## Après la retraite
En septembre 2001, Bichard est nommé recteur de l'Université des Arts de Londres et président du Design Council. 
En 2004, le ministre de l'Intérieur David Blunkett (ancien ministre de Bichard en tant que secrétaire d'État à l'Éducation et à l'Emploi) le nomme pour présider une enquête sur les «meurtres de Soham» de deux filles de 10 ans; l'enquête est depuis connue sous le nom d'«enquête Bichard». 
Il est président non exécutif de RSe Consulting de 2003 à 2008, qui fournit des services de conseil en stratégie et en gestion au gouvernement local et devient membre de Tribal Group Plc en 2008. Bichard est nommé président de la Commission des services juridiques en avril 2005. Là, il introduit une série de mesures de réforme visant à moderniser le système d'aide juridique. Il est également président de l'association caritative éducative Rathbone. Bichard quitte ces deux postes en septembre 2008 lorsqu'il devient directeur de l'Institut pour le gouvernement, poste qu'il transmet à Andrew Adonis en 2010, lorsque Bichard devient fellow à temps partiel. 
Bichard est maintenant président du conseil d'administration de FILMCLUB, un programme national de clubs de cinéma parascolaires qui est gratuit pour les écoles primaires et secondaires publiques . Depuis 2010, il est conseiller de Ten Group, la société de conciergerie et de services de soutien professionnel, auprès des chefs d'établissement et des gouverneurs d'école - The Key and Ten Governor Support. Il est président du comité de rédaction international de Public Money & Management et préside le PMM Live! un événement. 
Bichard est nommé Chevalier Commandeur de l'Ordre du Bain (KCB) en 1999 . Sur la recommandation de la Commission des nominations de la Chambre des Lords, il est créé pair à vie le 24 mars 2010  en tant que baron Bichard, de Nailsworth dans le comté de Gloucestershire. Il est présenté à la Chambre des lords le 29 mars  où il siège avec les crossbenchers. 